# Coca Andronescu
Lucreția «Coca» Andronescu (Pătârlagele, 3 de julio de 1932-Bucarest, 5 de agosto de 1998) fue una actriz de teatro, televisión y cine rumana.

## Filmografía seleccionada
- Telegrame (ro) (1960)
- Bădăranii (ro) (1960)
- Nu vreau să mă însor (ro) (1961)
- Dragoste la Zero Grade (ro) (1964)
- Titanic vals (ro) (1964)
- Șeful sectorului suflete (ro) (1967)
- Comedie fantastică (ro) (1975)
- Singurătatea florilor (ro) (1976)
- Serenadă pentru etajul XII (ro) (1976)
- Tufă de Veneția (ro) (1977)
- Eu, tu, și... Ovidiu (ro) (1978)
- Expresul de Buftea (ro) (1979)
- Vacanță tragică (ro) (1979)
- Alo, aterizează străbunica!... (ro) (1981)
- Masca de argint (ro) (1985)
- Colierul de turcoaze (ro) (1986)
- Cuibul de viespi (ro) (1986)
- În fiecare zi mi-e dor de tine (ro) (1988)